# Manifold
Manifold, anciennement connu sous le nom de Manifold Markets, est un marché de prédiction en ligne,. Les utilisateurs participent à des prévisions compétitives en utilisant une monnaie fictive appelé « mana », ainsi que du « Sweepcash », qui peut être retiré contre de l'argent réel ou donné à une œuvre caritative.
Les sujets abordés sur Manifold ont par exemple inclus l'élection présidentielle américaine de 2024 et les Oscars. Le concours est réservé aux États-Unis et réservé aux personnes de 18 ans et plus. Tous les États sont éligibles, à l’exception de Washington, du Michigan, de l’Idaho et du Delaware.

## Histoire
Manifold a été fondé en décembre 2021 par Austin Chen et les frères James et Stephen Grugett. James Grugett est l'actuel PDG de l'organisation.
Manifold a reçu un financement de démarrage du programme de subventions Astral Codex Ten. Il a depuis reçu 1,5 million de dollars de financement du FTX Future Fund, et plus de 340 000 dollars du Survival and Flourishing Fund.
En septembre 2023, Manifold a organisé Manifest, une conférence de prévision, à Berkeley, en Californie. Parmi les participants figuraient Nate Silver, Robin Hanson, Richard Hanania, Eliezer Yudkowsky, Robert Miles et Destiny. La conférence a été organisée à nouveau en 2024.

## Structure du marché
Le site propose deux formes de monnaie, « Mana » et « Sweepcash ». Le Sweepcash peut être échangé contre de l'argent réel moyennant des frais de 5 %, ou être versé sans frais à une œuvre caritative choisie par l'utilisateur. Un Sweepcash équivaut à un dollar américain. Les marchés utilisent une version du market maker automatisé Uniswap, connue sous le nom de « maniswap ».